# Dlouhé Mosty
Dlouhé Mosty (németül Langenbruck) Františkovy Lázně településrésze Csehországban a Karlovy Vary-i kerület Chebi járásában. Központi településétől 3.5 km-re délkeletre fekszik 432 m tengerszint feletti magasságban. A 2001-es népszámlálási adatok szerint 11 lakóháza és 40 lakosa van. Írott források elsőként 1374-ben említik. Františkovy Lázně városhoz 1976-ban csatolták, korábban Tršnice településrésze volt.